# Сентенаріо (стадіон, Арменія)
«Сентанаріо» (ісп. Estadio Centenario) — футбольний стадіон у місті Арменія в Колумбії, що вміщує 20 716 глядачів. На стадіоні грає свої домашні матчі клуб «Депортес Кіндіо».

## Історія
Стадіон був побудований в 1988 році і на офіційному відкритті стадіону відбувся товариський матч між збірними Колумбії і Канади 30 березня 1988 року, в якому Колумбія під керівництвом Франсіско Матурани виграла з рахунком 3:0. Згодом, у лютому 1989 року був проведений ще один товариський турнір, на якому були присутні збірні Перу і Чилі в рамках святкування 100-річчя міста Арменія.
На арені проходили матчі кількох міжнародних турнірів, зокрема Кубка Америки 2001 року, Боліваріанських ігор 2005 року і молодіжного чемпіонату Південної Америки 2005 року, а також молодіжного чемпіонату світу 2011 року.

## Турніри

### Кубок Америки 2001
| Дата          | Етап        | Команда    |  | Результат |  | Команда | Глядачів |
| ------------- | ----------- | ---------- |  | --------- |  | ------- | -------- |
| 22 липня 2001 | Чвертьфінал | Коста-Рика |  | 1 : 2     |  | Уругвай | 18.000   |
| 23 липня 2001 | Чвертьфінал | Колумбія   |  | 3 : 0     |  | Перу    | 30.000   |

### Молодіжний чемпіонат Південної Америки 2005
| Дата          | Етап           | Команда   |  | Результат |  | Команда   | Глядачів |
| ------------- | -------------- | --------- |  | --------- |  | --------- | -------- |
| 13 січня 2005 | Група A        | Аргентина |  | 3 : 0     |  | Венесуела | 15.000   |
| 13 січня 2005 | Група A        | Колумбія  |  | 5 : 0     |  | Болівія   | 28.000   |
| 18 січня 2005 | Група B        | Чилі      |  | 3 : 2     |  | Парагвай  | 17.000   |
| 18 січня 2005 | Група B        | Уругвай   |  | 6 : 0     |  | Еквадор   | 13.000   |
| 20 січня 2005 | Група B        | Парагвай  |  | 4 : 2     |  | Еквадор   | 18.500   |
| 20 січня 2005 | Група B        | Бразилія  |  | 4 : 2     |  | Чилі      | 20.000   |
| 25 січня 2005 | Заключний етап | Венесуела |  | 0 : 1     |  | Аргентина | 23.265   |
| 25 січня 2005 | Заключний етап | Чилі      |  | 3 : 4     |  | Колумбія  | 29.500   |
| 29 січня 2005 | Заключний етап | Венесуела |  | 2 : 3     |  | Чилі      | 14.320   |
| 2 лютого 2005 | Заключний етап | Венесуела |  | 1 : 2     |  | Уругвай   | 16.326   |
| 2 лютого 2005 | Заключний етап | Аргентина |  | 1 : 1     |  | Колумбія  | 30.500   |
| 5 лютого 2005 | Заключний Етап | Чилі      |  | 2 : 2     |  | Уругвай   | 22.000   |

### Молодіжний чемпіонат світу 2011
| Дата           | Етап    | Команда           |  | Результат |  | Команда           | Глядачів    |
| -------------- | ------- | ----------------- |  | --------- |  | ----------------- | ----------- |
| 31 липня 2011  | Група D | Нігерія           |  | 5 : 0     |  | Гватемала         | 11.116 Звіт |
| 31 липня 2011  | Група D | Хорватія          |  | 0 : 2     |  | Саудівська Аравія | 11.116 Звіт |
| 3 серпня 2011  | Група D | Саудівська Аравія |  | 6 : 0     |  | Гватемала         | 8.861 Звіт  |
| 3 серпня 2011  | Група D | Хорватія          |  | 2 : 5     |  | Нігерія           | 8.861 Звіт  |
| 6 серпня 2011  | Група D | Хорватія          |  | 0 : 1     |  | Гватемала         | 4.209 Звіт  |
| 10 серпня 2011 | Плей-оф | Нігерія           |  | 1 : 0     |  | Англія            | 18.291 Звіт |